# Biblioteca comunale Libero Bigiaretti
La Biblioteca comunale Libero Bigiaretti è una biblioteca sita nel comune di Matelica.

## Storia
La biblioteca di Matelica trae origine dall'incameramento dei fondi librari dei Minori Osservanti a seguito della soppressione degli ordini religiosi emanata con il decreto n. 705 del 3 gennaio 1861 da Lorenzo Valerio e della legge del 7 luglio 1866 che condusse all'Eversione dell'asse ecclesiastico.
Nel 1867 viene fatta richiesta al Ministero della Pubblica Istruzione di ottenere la libreria dei frati Minori Osservanti. Nella relazione stesa dal Conte Filippo De Sanctis datata 29 ottobre 1870 si specifica che nella biblioteca "appartenuta alla soppressa corporazione de' MM Osservanti [...] si sono trasportati tutti quei libri che si potevano avere delle altre librerie de' Cappuccini, Agostiniani e Filippini".
Con la deliberazione del Consiglio comunale del 30 marzo viene accolta "di buon grado" la cessione della libreria come "occasione per procurare al Paese con l'andare del tempo una conveniente biblioteca pubblica" per "promuovere e favorire l'istruzione in tutti i suoi rami". I consiglieri acconsentono alle condizioni dettate dal Regio Provveditorato agli studj delle provincie di Macerata e Ascoli Piceno
1. di tener conto dei libri che gli fossero devoluti;
2. di fare biblioteca aperta al pubblico;
3. di metterla in luogo decente
4. di stanziare nel bilancio comunale, come spesa annua perpetua ed obbligatoria, una somma non minore di L. 200 per rifornire la biblioteca di opere più comunemente utili alla pubblica istruzione.

In seguito con un decreto del Ministro di grazia e giustizia e dei culti Gennaro De Filippo datato 29 ottobre 1868 la biblioteca dei religiosi viene ceduta al municipio "con l'obbligo di far compilare prima della consegna [...] lo esatto catalogo de' libri ceduti". Il 24 novembre viene deliberata in consiglio comunale la nascita di una commissione formata dal conte Filippo De Sanctis e da don Raffaele Cerqueti incaricata a "ricevere la consegna della biblioteca degli ex MM Osservanti e custodia della medesima". In data 11 gennaio 1870 la giunta comunale rilascia la dichiarazione di ricevimento dell'inventario dei libri.
Il conte De Sanctis, nella sua relazione del 29 ottobre 1870, propone di collocare questo fondo librario in uno dei corridoi della Scuola Tecnica, sorta per volere dello stesso De Sanctis nei locali dell' ex-convento di S. Filippo". Infatti la biblioteca viene collocata al piano terra dell'istituto e "aperta al pubblico nelle ore di lezione della Scuola Tecnica".
Già nel 1869 il ministero della Pubblica istruzione spedisce 2 pacchi contenente 16 libri per le biblioteche popolari di Matelica e di Esanatoglia.
Nel 1895 si trova notizia di una biblioteca circolante istituita dal maestro Filippo Cirilli.
Nel 1953 la collezione viene incrementata dalla donazione dell'avvocato Alfredo Fossa, ricca di materiale giuridico (delibera di Giunta n. 129 del 1953).
L'istituzione della Biblioteca comunale avviene nel 1957, con delibera di Giunta n. 75 del 27 dicembre 1957. Il testo ricorda che impropriamente veniva chiamata biblioteca quello che in realtà era l'archivio storico, della cui custodia si occupava don Enrico Pocognoni, morto nel 1944 nell'Eccidio di Braccano. Nel 1959 iniziano i lavori di adattamento a Biblioteca dei locali posti nel mezzanino del Palazzo comunale (delibera di Giunta n. 1 del 13 gennaio 1959).
Negli anni '50 viene unita insieme al Centro di Lettura del Provveditorato agli Studi soppresso a seguito dell'art. 8 del D.P.R. 616/77. Il Comune decide di riaprire al pubblico la biblioteca nell'aprile del 1981 dopo aver provveduto ad inventariare nuovamente il patrimonio librario, utilizzando lo stesso locale del Centro situato al piano terra del Palazzo Comunale.
Nel 1997 la biblioteca è stata intitolata allo scrittore matelicese Libero Bigiaretti e il 12 dicembre 1998 è stata trasferita dal Palazzo Comunale al piano terra del contiguo Palazzo Ottoni.
La biblioteca ha subito danni parziali a seguito del sisma del 2016 che ha colpito il Centro Italia: una sala è stata messa in sicurezza e la sezione dei ragazzi, dopo una temporanea chiusura, è stata riaperta nel 2018.

## Struttura
La biblioteca ha sede al piano terra di Palazzo Ottoni, situato nella piazza principale di Matelica. Comprende tre sale: una sala studio, una sala accoglienza e una sala ragazzi. 
Il deposito è situato nel locale della ex-biblioteca.
Annesso alla biblioteca vi è l'archivio storico comunale, suddiviso in due stanze.
Attualmente è ubicata in corso Vittorio Emanuele 127, a causa dei lavori di restauro che interessano Palazzo Ottoni.

## Patrimonio

### Fondi antichi e speciali
La biblioteca possiede 3 manoscritti, 7 incunaboli, circa 234 cinquecentine e altro materiale in fase di catalogazione.

### Fondo moderno
Presso la sala studio sono conservati materiale di consultazione, manualistica, saggistica e la narrativa suddivise in base alla classificazione decimale Dewey e ordinate alfabeticamente per autore. La sezione riguardante gli studi su Matelica è invece sistemata a scaffale chiuso e in sola consultazione interna.
Nel corso degli anni diverse donazioni hanno aumentato il patrimonio librario della biblioteca: si ricordano gli oltre 400 volumi donati dallo scrittore Libero Bigiaretti tra il 1980 e il 1989, i quali sarebbero andati a costituire un fondo a sé assieme alle opere e ai saggi sul letterato.
Un'altra sezione creata ad hoc è quella costituita dai libri riguardanti la figura di Enrico Mattei, matelicese di adozione.

### Sezione ragazzi
La biblioteca della sezione ragazzi possiede circa 8 000 volumi tra narrativa e saggistica.

## Archivio storico comunale
L'Archivio storico di Matelica è forse uno fra i più importanti archivi delle Marche, per quantità e qualità di documenti conservati. Il patrimonio documentario consta in totale di 2708 unità: di 948 pergamene datate a partire dal 1162, 84 volumi, 351 registri, 597 buste e 72 unità. Prima dell'incendio del 9 febbraio 1928 il fondo pergamenaceo era di 1142 esemplari.
Il primo documento che riporta notizia sull'archivio della comunità matelicese è un atto rogato dal notaio Pietro di Alberico nel 1235. Il giudice della comunità Bonafides deposita presso dominum Ugolinum domini Jacobi 208 documenti, di pertinenza del Comune.
Le carte dell'Archivio Segreto, almeno le più antiche, erano fino al XIX secolo conservate in sacchette nella sagrestia della chiesa di S. Agostino mentre il materiale dal XV secolo nel palazzo comunale, in una stanza attigua a quella della segreteria.
Nel 1797 Camillo Acquacotta propose per il riordino dell'Archivio Segreto l'erudito alsaziano Joseph Anton Vogel, il quale inventariò però solo la parte più antica dell'archivio e trascrisse le pergamene più interessanti in due volumi.
Con la ricostruzione del Palazzo Comunale terminata nel 1854 l'archivio venne trasferito al secondo piano dell'edificio, rimanendo in stato di disordine.
Nel 1878 la Giunta municipale decise quindi di affidare l'incarico di riordinamento delle carte anteriori al 18 settembre 1860 a Pietro Leotardi, computista del comune. Il lavoro procedette con lentezza e nel 1905 venne affidato l'incarico al prof. Giulio Grimaldi, il quale riordinò non solo dell'Archivio Segreto ma anche di quello che era chiamato "Archivio Vecchio" posto all'ultimo piano del palazzo comunale, destinato per la maggior parte ad abitazione del custode riunendo le carte dei due complessi archivistici. Grimaldi morì prematuramente il 2 agosto 1910, così la pubblicazione dell'unico volume del regesto delle pergamene nella collana "Fonti per la storia delle Marche" e la loro sistemazione negli armadi dell'archivio vennero curate dall'amico Gino Luzzatto.
Nel 1928 si sviluppò un incendio a partire dalla canna fumaria allocata nella parete su cui erano appoggiati gli armadi dell'archivio provocando gravi danni alle pergamene conservate nell'archivio. Nel 1975 le pergamene danneggiate vennero restaurate dal Centro di fotoriproduzione, legatoria e restauro degli Archivi di Stato. 
Nel 1985 il Comune di Matelica acquista sul mercato antiquario parte dell'archivio Capeci-Piersanti, conservato ora nell'Archivio storico comunale.  

## Progetti
La Biblioteca partecipa ai progetti nazionali EDIT 16 (Catalogo nazionale delle edizioni del XVI secolo stampate in Italia) e Manus Archiviato il 15 maggio 2020 in Internet Archive. (Censimento dei manoscritti delle biblioteche italiane).